# Bělinka a Růženka

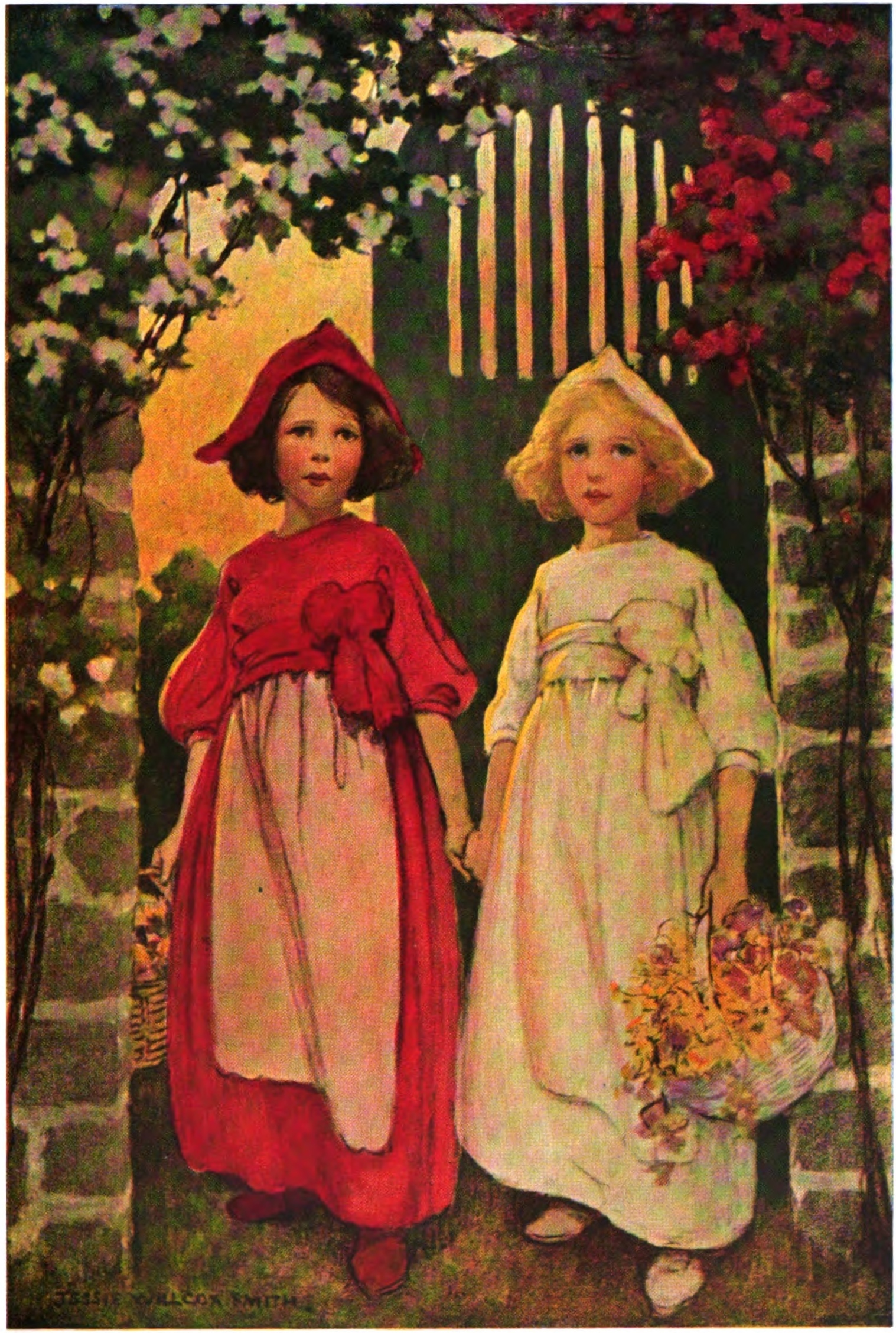
Na kresbě Jessie Willcox Smithové, 1911

Bělinka a Růženka (z německého originálu Schneeweißchen und Rosenrot) je německá pohádka, známá také pod názvem Sněženka a Růženka. První verzi tohoto pohádkového příběhu napsala německá autorka Caroline Stahl pod názvem Nevděčný trpaslík (z německého originálu Der undankbare Zwerg). Známou se tato pohádka stala převážně díky publikaci v Pohádkách bratří Grimmů v roce 1837.

## Děj
Bělinka a Růženka jsou sestry, které žijí se svou matkou na samotě u lesa. Jsou to laskavá a pracovitá děvčata, která se navzájem velice milují a touží po tom, že si vždy zůstanou nablízku. Jednoho mrazivého zimního večera, když děvčata sedí s matkou u ohně a předou, se ozve klepání na dveře. Marka vstane a jde přivítat pocestného, za dveřmi ale uvidí velkého medvěda. Veliké zvíře vyděsí nejen matku, ale i její dcery. Medvěd ale promluví lidským hlasem a požádá matku o úkryt před zimou. Matka zvíře tedy vpustí do chalupy a i sestry brzy přemohou svůj strach a začnou si s medvědem povídat a hrát. Zvíře se s dívkami spřátelí a celou zimu přichází každý večer do jejich domova.
Když do kraje přijde jaro, rozloučí se medvěd s děvčaty a odchází zpět do lesa. Obě dívky jsou z jeho odchodu smutné, ale nijak mu nebrání. Jejich život jde tedy dál. Dívky tráví čas v lukách a v lese, kde také potkají podivného trpaslíka. Nešikovný trpaslík se zasekl vousem ve štěrbině stromu a sám se z ní nemůže dostat. Děvčata mu ale nemohou pomoci jinak, než že kus vousu ustřihnou. Trpaslíka tím rozzuří a ten s nadávkami a vyhrožováním zmizí v lese. Sestry ale nad nevděčným trpaslíkem příliš nepřemýšlejí a jdou si po svých. Mužík jim ale brzy zkříží cestu znovu. Tentokrát se objeví u řeky, kam chodí děvčata chytat ryby. Znovu se mu podaří zachytit se vousem, tentokrát se zamotá do rybářského vlasce. Sestry se mu opět pokusí pomoci, ale opět si nevědí rady jinak než nůžkami. Ustřižený vous trpaslíka opět rozzlobí a sestry si tentokrát slíbí, že už mu nikdy nepomohou. Svůj slib ale brzy poruší. O nějaký čas později totiž uvidí na pasece dravce, který drží jim již známého mužíčka a chce ho odnést. Děvčatům se ho zželí, chytí ho za kabátek a drží ho, dokud se dravec neunaví a neodletí. Ani tentokrát se ale vděčnosti nedočkají, trpaslík se opět rozhněvá a spílá jim za roztržený šos u kabátku. Dívky utečou, ale brzy se na paseku vrátí.
Trpaslíka tentokrát zastihnou, jak obdivuje na slunci hromadu drahokamů a zlata, kterou měl na pasece ukrytou. Zlý mužíček je opět začne proklínat, tentokrát ale dívky bez zastání nezůstanou. Mezi stromy se objeví medvěd a jednou ranou trpaslíka zabije. Jakmile tak učiní, medvědí podoba se rozplyne a na jeho místě stojí mladý princ. Děvčatům vysvětlí, že byl zaklet a jediný způsob, jak se mohl osvobodit, bylo zabít původce kletby – zlého trpaslíka, který ho zaklel v medvěda a přivlastnil si všechno jeho bohatství. Princ si nakonec jednu ze sester vezme za manželku a i s její sestrou a matku žijí šťastně v bohatství, které pro ně tak zapáleně střežil zlý trpaslík.

## Interpretace
Tuto klasickou německou pohádku lze interpretovat různě, snad ale všechny interpretace se shodují v otázce záporné postavy v podobě ošklivého trpaslíka. Ten se v pohádkových příbězích objevuje většinou buď jako zlomyslný záškodník tropící samé naschvály, nebo jako laskavý kouzelný dědeček, který svými kouzly chrání dobré lidi. Trpaslík v tomto příběhu se řadí do první skupiny, představuje totiž hamižnost, podlost a lidský nevděk. Claudia Schwabe upozornila na souvislost se stigmatizací handicapovaných lidí (ableismus) – lidé na ně pohlíželi s nedůvěrou i proto, že se obávali, že by se na ně jejich vlastnost mohla přenést. Useknutí trpaslíkova vousu pak může být vnímáno jako symbolické zbavení mužnosti.
Naopak postavy Bělinky a Růženky představují laskavost, soucit a v některých případech i dětskou čistotu, dosud nezkaženou okolním světem. Naopak v jiných verzích mohou představovat i naivitu a nepoučitelné dobráctví, které jim v krajních případech může i ublížit. Schwabe upozorňuje také na spojení dvou protikladů, kterými děvčátka vytvářejí posvátnou harmonii – červená a bílá, domácnost a les.
Medvěda lze vnímat jako postavu, kterou nejlépe charakterizuje spojení „něžný obr“ – tedy děsivou postavu nebo postavu oplývající velkou fyzickou silou. Ve své podstatě je to však bytost dobrá a mírumilovná, i když může pro svůj vzhled být vnímána jako hrozba. Pohádku lze tedy chápat jako příběh dobrého člověka, který opakovaně podává ruku někomu, kdo mu svou nevděčností jen ubližuje. Tak činí do té doby, než zasáhne třetí strana, a to i na úkor obětování svých zásad. V příběhu medvěd, který nikdy nikomu neublížil, zabíjí trpaslíka, který je proti jeho síle prakticky bezbranný. K tomuto činu ho podle některých interpretací donutí právě trpaslíkovo vyhrožování, že děvčata prokleje stejně jako prince. Svou vznešeností a urozeností tvoří přirozený protiklad k trpaslíkově hanebnosti.
Inspirace pro některé z motivů v Bělince a Růžence lze hledat ve starších textech, které Grimmové znali – nepřátelský trpaslík například připomíná svým drsným chováním postavu Zachýska v próze Zachýsek zvaný Rumělka (1819) od Ernst Theodor Amadeus Hoffmann.

## Filmová zpracování
Tento pohádkový příběh se dočkal hned několika filmových zpracování, nejznámějším u nás se ale stal československo-německý film z roku 1979. Hlavní role Sněženky a Růženky si zahrály Julie Jurištová a Katrin Martin. Role princů, kteří byli v této verzi příběhu dva bratři, připadly Pavlu Trávníčkovi a Bodu Wolfovi. V německém zpracování z roku 2012 se v hlavních rolích představily Sonja Gerhardt a Liv Lisa Fries.